# Киттинджер, Джозеф

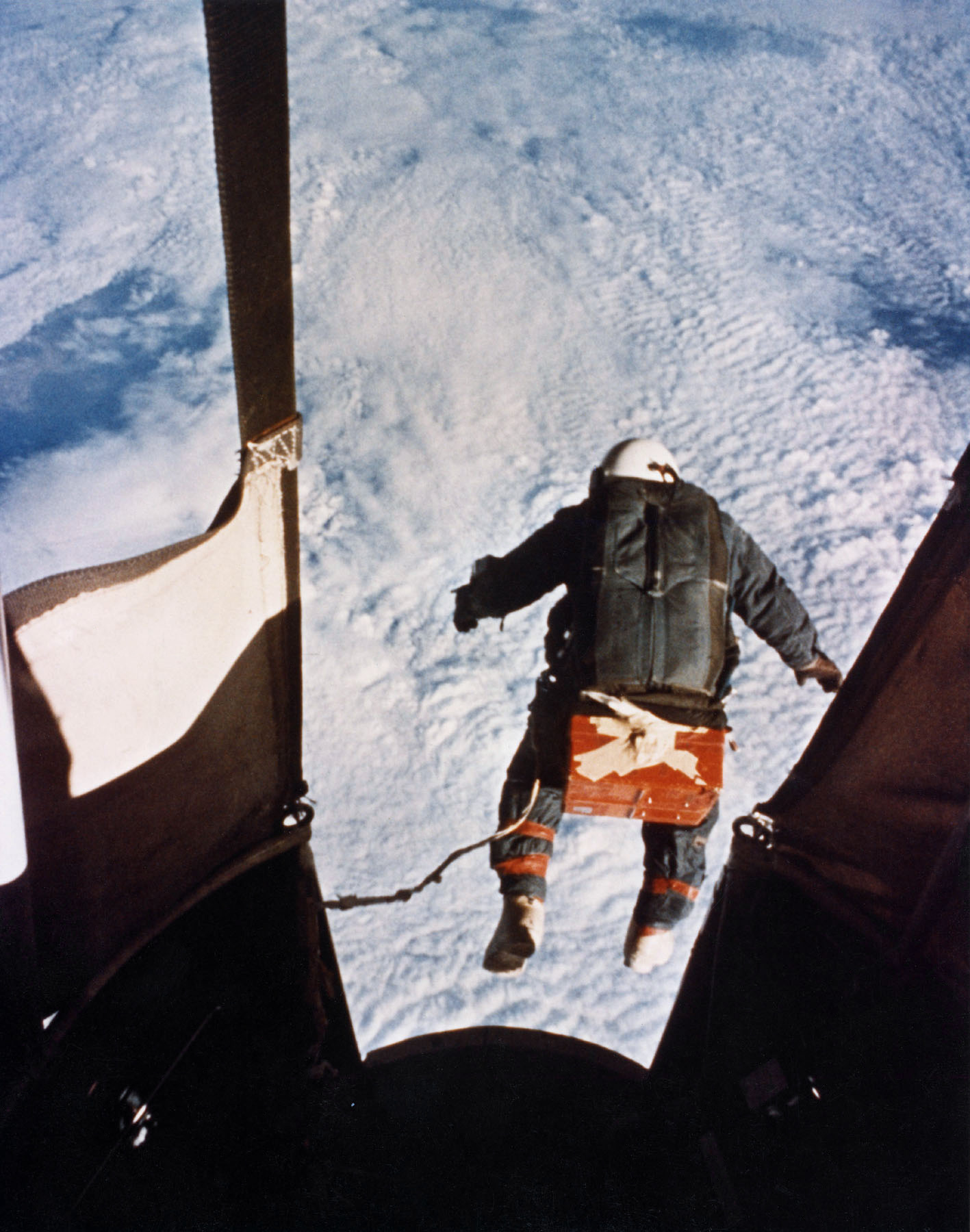
Прыжок Excelsior III

Джозеф Уильям Киттинджер II (англ. Joseph William Kittinger II; 27 июля 1928, Тампа, Флорида — 9 декабря 2022[…], Орландо, Флорида) — офицер военно-воздушных сил США, известен своим участием в проектах Manhigh и Excelsior. Во время войны во Вьетнаме был сбит и захвачен в плен, в котором пробыл 11 месяцев.

## Биография
Родился в городе Тампа, Флорида. В марте 1949 года поступил на службу в ВВС США и был направлен в школу подготовки лётчиков. После окончания тренировок в марте 1950 года получил звание пилота и чин младшего лейтенанта. Дальнейшую службу нёс на авиабазе Рамштайн в составе 86-го истребительно-бомбардировочного крыла. В 1953 году был переведён на авиабазу Холломан в Нью-Мексико, где служил офицером по безопасности полётов, был инструктором по выживанию и методам катапультирования.

### Проект «Эксельсиор»
Название происходит от латинского слова «excelsior», означающее «всё выше». Проект задумывался для изучения прыжков с парашютом с большой высоты, предполагалось совершить всего три прыжка, которые должны были совершаться со стратостатов. В то время капитан Киттинджер был приписан к Аэромедицинской лаборатории на базе ВВС Райт-Паттерсон. Первый прыжок был совершён с высоты 23 300 метров 16 ноября 1959 года. Из-за неполадок стабилизирующий парашют не раскрылся, и Киттинджер попал в штопор. Его тело вращалось со скоростью 120 оборотов в минуту, перегрузки составляли 22g, и Джозеф потерял сознание. Парашют открылся с помощью прибора автоматического раскрытия парашюта. 11 декабря он прыгнул снова, уже с высоты 22 760 метров, за что был награждён «Парашютной медалью Лео Стивенса».
16 августа 1960 года состоялся последний прыжок в рамках проекта «Эксельсиор» с высоты 31 300 метров. Раскрыв тормозной парашют для стабилизации, Джозеф Киттинджер падал 4 минуты и 36 секунд, достигнув скорости 988 км/ч (или 274 м/с) до открытия основного парашюта на высоте 5500 метров. Герметичность правой перчатки была нарушена, Этот прыжок получил несколько рекордов: самый высокий прыжок со стратостата, самый высокий прыжок с парашютом, наиболее долгое падение с тормозным парашютом и наибольшая скорость, достигнутая при падении. Все эти рекорды зарегистрированы ВВС США, ФАИ их не признаёт, из-за использования стабилизирующего парашюта во время прыжка.

### Проект «Старгейзер»
Вернувшись на авиабазу Холломан, Киттинджер принял участие в проекте «Старгейзер» 13-14 декабря 1962 года. Он и астроном Уильям К. Уайт поднялись на стратостате на высоту 19 050 метров, где провели более 15 часов за астрономическими наблюдениями.

### Дальнейшая служба
Впоследствии Киттинджер служил во Вьетнаме, совершив 483 боевых вылета. Первоначально совершал полёты на Douglas A-26 Invader и модифицированном On Mark Engineering B-26K Counter-Invader, затем пересел на McDonnell Douglas F-4 Phantom II и стал командиром 555-й тактической истребительной эскадрильи. Также был командиром 432-го тактического разведывательного авиакрыла.
Киттинджер был сбит 11 мая 1972 года во время полёта на F-4D вместе с Уильямом Дж. Рейчем северо-западнее деревни Тай Нгуен в Северном Вьетнаме. «Фантом» был сбит самолётом МиГ-21, после катапультирования Киттинджер и Рейч были схвачены и помещены в тюрьму «Ханой Хилтон». Там они провели 11 месяцев. Во время нахождения в плену Киттинджер подвергался пыткам.
Проживал в Орландо, штат Флорида. Он оказывал содействие в осуществлении проекта Red Bull Stratos.